# Яворники
Я́ворники (словац. Javorníky), горный массив в западной Словакии и восточной Моравии, часть Словацко-Моравских Карпат. Наивысшая точка — гора Вельки Яворник, 1071 м, на границе Чехии и Словакии. Растительность — в нижних ярусах в основном буковые, в верхних еловые леса. На территории Яворников расположен заповедник «Кисуце».

## Достопримечательности
- Развалины замка Гричов у Жилины
- Развалины замка Ледница у Тренчина
- Замок Битчьянский Град у Жилины
- Галовские луга с орхидеями
- Многочисленные горнолыжные центры